# Leo Stricker
Leonardus Gerardus (Leo) Stricker (Amsterdam, 1 januari 1920 – Heerhugowaard, 25 december 2012)  was een Nederlands voetballer die onder meer speelde voor VSV en BVC Amsterdam.

## Loopbaan

### Beginjaren
Hij begon met voetbal bij Tavenu, een Amsterdamse afdelingsclub. In de laatste jaren van zijn juniorentijd speelde hij voor de grotere vereniging Blauw Wit.
Bij de overgang naar de senioren stapte hij over naar TOG in de Indische Buurt waar hij ook woonde. Bij TOG speelde hij samen met de latere international Ferry Mesman. Ze werden op het einde van hun loopbaan na enkele omzwervingen weer herenigd bij BVC Amsterdam.

### Naar VSV
Stricker zocht het in 1947 hogerop bij VSV, een eersteklasser in Velsen. Een jaar later kreeg hij er gezelschap van nog twee Amsterdamse voetballers. Ko Stijger en Wim van Gelder kwamen over van De Volewijckers. VSV beleefde een succesvol seizoen en werd voor de tweede keer (ook in 1941) in de clubhistorie districtskampioen. In de strijd om het landskampioenschap eindigde de club als vijfde. VSV wist wel als enige deelnemer te winnen van landskampioen SVV.  

### Terug in Amsterdam
Leo Stricker keerde na vier Velsense jaren in 1951 terug naar Amsterdam. Hij ging spelen bij tweedeklasser Zeeburgia. Bij de invoering van het beroepsvoetbal in 1954 ontstond de nieuwe profclub BVC Amsterdam. Het was de enige Amsterdamse deelnemer aan de ‘wilde’ competitie van de NBVB.
BVC Amsterdam trok niet alleen voetballers aan van Ajax, Blauw Wit, DWS en De Volewijckers. Ook enkele spelers uit de lagere klassen, zoals de 34-jarige Stricker, vonden onderdak.
Ze werden allen geschorst door de KNVB omdat ze lid werden van een niet erkende voetbalorganisatie. 
De buitenspeler pakte zo in de herfst van zijn carrière nog twee seizoenen profvoetbal mee. In 1956 beëindigde hij zijn loopbaan nadat BVC Amsterdam zich had geplaatst voor de nieuwe Eredivisie. 
Hij overleed op eerste kerstdag 2012 op 92-jarige leeftijd.

## Carrièrestatistieken
| Seizoen | Club          | Land      | Competitie             | Competitie | Competitie | Beker | Beker | Internationaal | Internationaal | Overig | Overig | Totaal | Totaal |
| Seizoen | Club          | Land      | Competitie             | Wed.       | Dlp.       | Wed.  | Dlp.  | Wed.           | Dlp.           | Wed.   | Dlp.   | Wed.   | Dlp.   |
| ------- | ------------- | --------- | ---------------------- | ---------- | ---------- | ----- | ----- | -------------- | -------------- | ------ | ------ | ------ | ------ |
| 1947/48 | VSV           | Nederland | Eerste klasse West I   | 19         | 4          | –     | 0     | 0              | 0              | 0      | 0      | 19     | 4      |
| 1948/49 | VSV           | Nederland | Eerste klasse West II  | 19         | 3          | –     | 0     | 0              | 0              | 9      | 0      | 28     | 3      |
| 1949/50 | VSV           | Nederland | Eerste klasse West I   | 18         | 2          | –     | 0     | 0              | 0              | 0      | 0      | 18     | 2      |
| 1950/51 | VSV           | Nederland | Eerste klasse C        | 11         | 1          | –     | 0     | 0              | 0              | 0      | 0      | 11     | 1      |
| 1951/52 | Zeeburgia     | Nederland | Tweede klasse B West I | ?          | ?          | –     | 0     | 0              | 0              | 0      | 0      | 0      | 0      |
| 1952/53 | Zeeburgia     | Nederland | Tweede klasse B West I | ?          | ?          | –     | 0     | 0              | 0              | 0      | 0      | 0      | 0      |
| 1953/54 | Zeeburgia     | Nederland | Tweede klasse A West I | ?          | ?          | –     | 0     | 0              | 0              | 0      | 0      | 0      | 0      |
| 1954/55 | BVC Amsterdam | Nederland | NBVB                   | 7          | 0          | –     | –     | 0              | 0              | 0      | 0      | 7      | 0      |
| 1954/55 | BVC Amsterdam | Nederland | Eerste klasse A        | 19         | 1          | –     | –     | 0              | 0              | 0      | 0      | 19     | 1      |
| 1955/56 | BVC Amsterdam | Nederland | Hoofdklasse A          | 26         | 1          | –     | –     | 0              | 0              | 0      | 0      | 26     | 1      |
| Totaal  | Totaal        | Totaal    | Totaal                 | 119        | 12         | –     | 0     | 0              | 0              | 9      | 0      | 128    | 12     |